# NGC 440
NGC 440 是杜鹃座的一個星系。